# 第一价格密封拍卖
第一价格密封拍卖（英語：FPSBA）是拍卖的一个常见类型，属于盲拍（英語：blind auction）的一种。所有竞拍者同时提交密封的出价，没有人知道其他人的出价。出价最高者将以他们出的价格获得拍卖品。:p2

## 策略分析
在FPSBA中，每个出价者对拍卖品的估价是影响其出价的重要因素。
假设Alice是一位竞拍者，她的估价是a。那么，如果Alice是理性的，就有以下结论：
- Alice不可能出大于a的价格，这样只会让她的净收益变为负数。
- 如果Alice的出价恰好为a，那么她的净收益必定为零。
- 如果Alice的出价小于a，她可能会获得正的净收益，但这取决于其他人是否出比她更高的价格。

Alice想要出一个能让她赢得拍卖品的最小价格，并且这个价格小于a。例如，如果有另一个竞拍者Bob，他的出价{\displaystyle y}满足{\displaystyle y<a}，那么Alice就会出价{\displaystyle y+\varepsilon }（其中{\displaystyle \varepsilon }是她最低可以加的价格，例如1分钱）。
然而，Alice无从知晓其他竞拍者出的价，她更不知道其他人的估价如何。所以，这是一个贝叶斯博弈——每个参与者无法完全得知其他参与者的收益函数。
即使只有两位参与者，要求得这类博弈的纳什均衡也不容易。一个简化的情形是，所有参与者的估价是独立同分布的，即所有参与者的估价都满足同一个概率分布。:234–236

### 举例
设两个竞拍者Alice和Bob的估价分别是a和b，且这两个值满足[0,1]上的连续型均匀分布。那么，这个贝叶斯博弈的纳什均衡为每个竞拍者都选择自己估价的一半：Alice出价{\displaystyle a/2}，Bob出价{\displaystyle b/2}。
证明：以下从Alice的角度讨论。假定她已知Bob的出价是{\displaystyle f(b)=b/2}，但她不知道{\displaystyle b}等于多少，我们来求Alice的最佳策略。假设Alice出价{\displaystyle x}，那么有两种情况：
- {\displaystyle x\geq f(b)}，此时Alice赢得拍卖品，净收益是{\displaystyle a-x}。这种情况发生的概率是{\displaystyle f^{-1}(x)=2x}。
- {\displaystyle x<f(b)}，此时Alice未赢得拍卖品，净收益为0。这种情况发生的概率是{\displaystyle 1-f^{-1}(x)}。

因此，Alice的预期收益是{\displaystyle G(x)=f^{-1}(x)\cdot (a-x)}。当{\displaystyle G'(x)=0}时预期收益取到最大值，其中{\displaystyle G'(x)}为：
{\displaystyle G'(x)=-f^{-1}(x)+(a-x)\cdot {1 \over f'(f^{-1}(x))}}
当Alice的出价{\displaystyle x}满足以下条件时导数为零：
{\displaystyle f^{-1}(x)=(a-x)\cdot {1 \over f'(f^{-1}(x))}}
现在，因为纳什均衡显然是对称的，Alice的出价{\displaystyle x}也等于{\displaystyle f(a)}。于是有：
{\displaystyle f^{-1}(f(a))=(a-f(a))\cdot {1 \over f'(f^{-1}(f(a)))}}
{\displaystyle a=(a-f(a))\cdot {1 \over f'(a)}}
{\displaystyle af'(a)=(a-f(a))}
解得{\displaystyle f(a)=a/2}。

### 一般情形
考虑所有的FPSBA。记：
- {\displaystyle v_{i}}为第{\displaystyle i}位竞拍者的估价；
- {\displaystyle y_{i}}为除第{\displaystyle i}位竞拍者以外的最大估价，即{\displaystyle y_{i}=\max _{j\neq i}{v_{j}}}。

FPSBA有一个对称纳什均衡，即第{\displaystyle i}位竞拍者出价:33–40：
{\displaystyle E[y_{i}|y_{i}<v_{i}]}

## 与第二价格密封拍卖的比较
下表列出了FPSBA和第二价格密封拍卖（SPSBA）的共同点和不同点：
| 拍卖种类       | 第一价格                                                             | 第二价格                                       |
| -------------- | -------------------------------------------------------------------- | ---------------------------------------------- |
| 胜出方         | 出价最高者                                                           | 出价最高者                                     |
| 胜出方支出     | 出价最高的价格                                                       | 出价第二高的价格                               |
| 未胜出方支出   | 0                                                                    | 0                                              |
| 支配性策略     | 无                                                                   | 估价多少，出价多少                             |
| 贝叶斯纳什均衡 | 第{\displaystyle i}位参与者出价{\displaystyle {\frac {n-1}{n}}v_{i}} | 第{\displaystyle i}位出价{\displaystyle v_{i}} |
| 拍卖商的收入   | {\displaystyle {\frac {n-1}{n+1}}}                                   | {\displaystyle {\frac {n-1}{n+1}}}             |

拍卖商的收入是用上述样例计算的，其中每个参与者的估价独立均匀地随机分布在[0,1]中。不妨设{\displaystyle n=2}：
- 在第一价格密封拍卖中，拍卖商获得两人出价中较大者，即{\displaystyle \max(a/2,b/2)}。
- 在第二价格密封拍卖中，拍卖商获得两人估价中较小者，即{\displaystyle \min(a,b)}。

以上两种情况中，拍卖商的预期收入都是1/3。
两种拍卖的预期收入相同并不是一个巧合，而是因为它们是收益等价定理的特例，在每个参与者估价都独立的情况下这条规则成立。如果估价不独立，则变为共同价值拍卖，此时拍卖商在第二价格密封拍卖中的收入大于第一价格密封拍卖。